# إد بورتون
إد بورتون (13 أغسطس 1939 في الولايات المتحدة - 28 مايو 2012 في الولايات المتحدة) (بالإنجليزية: Ed Burton)‏ هو لاعب كرة سلة أمريكي في مركز هجوم صغير الجسم. لعب مع نيويورك نيكس.

## وصلات خارجية
- إد بورتون على موقع إن بي أي (الإنجليزية)
- إد بورتون على موقع سبورتس رفرنس (الإنجليزية)
- إد بورتون على موقع ريلجم (الإنجليزية)
- إد بورتون على موقع بروبوليرز (الإنجليزية)